# Ara gossei
El guacamayo jamaicano rojo o guacamayo de Gosse (Ara gossei) es una especie hipotética de ave extinta de la familia de los loros (Psittacidae)  endémica de la isla de Jamaica.
Solo es conocido por la obra del naturalista Gosse de 1847 y su descripción está basada en un "espécimen abatido hacia 1765 por Mr. Odell" en las montañas de Hanover Parish, a unos 10 km al este de Lucea, Jamaica. Presumiblemente fue cazado hasta la extinción a finales del siglo XVIII. Algunos autores han sugerido que podría tratarse de una subespecie o estar estrechamente emparentado con el guacamayo cubano (Ara tricolor), o incluso podría tratarse de un ejemplar de la misma especie.